# Primera División Uruguaya 1909
Il campionato era formato da undici squadre e il Montevideo Wanderers vinse il titolo.

## Classifica finale
| Pos. | Squadra              | G  | V  | N | P  | GF | GS | Punti |
| ---- | -------------------- | -- | -- | - | -- | -- | -- | ----- |
| 1    | Montevideo Wanderers | 20 | 17 | 1 | 2  | 46 | 10 | 35    |
| 2    | CURCC                | 20 | 15 | 4 | 1  | 34 | 16 | 34    |
| 3    | River Plate (M)      | 20 | 15 | 2 | 3  | 44 | 18 | 32    |
| 4    | Nacional             | 20 | 14 | 1 | 5  | 42 | 18 | 29    |
| 5    | Dublín               | 20 | 10 | 3 | 7  | 40 | 33 | 23    |
| 6    | Central              | 20 | 7  | 2 | 11 | 24 | 31 | 16    |
| 7    | Bristol              | 20 | 5  | 5 | 10 | 28 | 40 | 15    |
| 8    | Colón                | 20 | 5  | 3 | 12 | 27 | 37 | 13    |
| 9    | CA Montevideo        | 20 | 3  | 5 | 12 | 22 | 39 | 11    |
| 10   | French               | 20 | 3  | 2 | 15 | 18 | 55 | 8     |
| 11   | Oriental             | 20 | 1  | 2 | 17 | 18 | 46 | 4     |

G = Partite giocate; V = Vittorie; N = Nulle/Pareggi; P = Perse; GF = Goal fatti; GS = Goal subiti; 

## Classifica marcatori
| Gol |  |  | Giocatore       | Squadra  |
| --- |  |  | --------------- | -------- |
| 12  |  |  | Alberto Cantury | Nacional |